# 埃科丹
埃科丹（法語：Escaudain，法語發音：[ekodɛ̃]）是法国上法蘭西大區北部省的一个市镇，属于瓦朗谢讷区。

## 地理
埃科丹（50°20'4"N, 3°20'34"E）面积9.97 平方千米，位于法国上法蘭西大區北部省，该省份为法国最北部的省份及最长的省份，西北濒北海，西接加来海峡省，南至埃纳省和索姆省，东与比利时接壤。
与埃科丹接壤的市镇（或旧市镇、城区）包括：奥尔南、勒镇、瓦莱尔斯、阿布斯孔、德南、埃尔、埃莱姆、卢尔什。
埃科丹的时区为UTC+01:00、UTC+02:00（夏令时）。

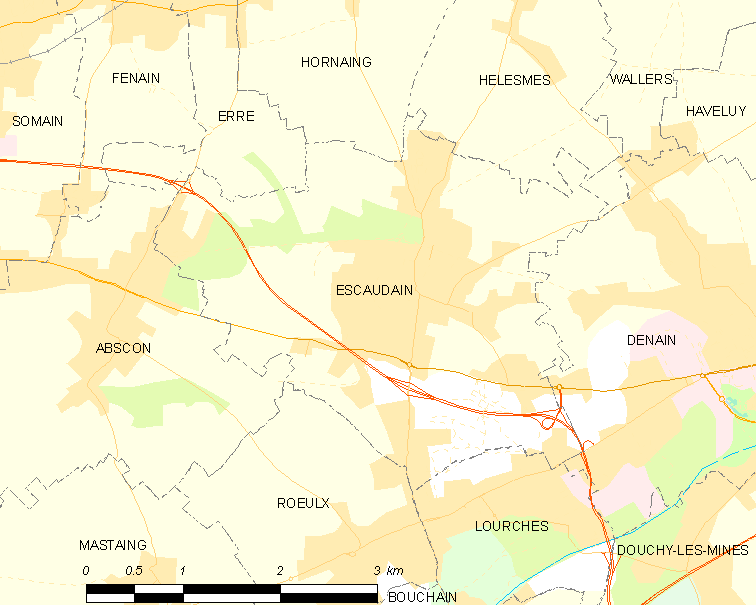
埃科丹的OSM定位图

## 行政
埃科丹的邮政编码为59124，INSEE市镇编码为59205。

## 政治
埃科丹所属的省级选区为德南县。

## 人口

1962-2008年间埃科丹人口变化图示

埃科丹于2022年1月1日时的人口数量为9060人。